# Reinhold Senn
Reinhold Senn (ur. 6 grudnia 1936 w Imst, zm. 1 czerwca 2023 w Zams) – austriacki saneczkarz startujący w jedynkach i dwójkach, wicemistrz olimpijski, medalista mistrzostw świata i Europy.

## Kariera
Pierwsze sukcesy w karierze osiągnął w 1961 roku, kiedy zdobył dwa medale podczas mistrzostw świata w Girenbad. Najpierw zajął trzecie miejsce w jedynkach, przegrywając tylko z Polakiem Jerzym Wojnarem oraz Hansem Plenkiem z RFN. Następnie w parze z Helmutem Thalerem zajął też trzecie miejsce w dwójkach. W 1964 roku wystąpił na igrzyskach olimpijskich w Innsbrucku, zdobywając srebro w dwójkach. Rywalizację w jedynkach ukończył na 21. miejscu. Ponadto na mistrzostwach Europy w Königssee w 1967 roku wywalczył srebrny medal w dwójkach.
W 1996 roku otrzymał Odznakę Honorową za Zasługi dla Republiki Austrii.

## Osiągnięcia

### Igrzyska olimpijskie
| Rok  | Miejsce   | Jedynki | Dwójki |
| ---- | --------- | ------- | ------ |
| 1964 | Innsbruck | 21.     | 2.     |